# Bewegung für Europäische Reform
Die Bewegung für Europäische Reform (englisch Movement for European Reform, MER) war ein 2006 gegründetes Bündnis gemäßigt-konservativer europaskeptischer Parteien. Sie war die Nachfolgeorganisation der Europäischen Demokraten und führte nach der Europawahl 2009 zur Schaffung der Europäischen Konservativen und Reformer (EKR), einer Fraktion im Europäischen Parlament. Im Oktober 2009 gründeten die Mitglieder der EKR eine europäische politische Partei, die Allianz der Europäischen Konservativen und Reformisten (AECR), in dem auch die MER aufging.

## Mitgliedsparteien
- Conservative Party, Vereinigtes Königreich
- Občanská demokratická strana, Tschechien

## Geschichte
Die MER war geplant als Nachfolgeorganisation der Europäischen Demokraten (ED), die von 1979 bis 1992 eine eigenständige Fraktion im Europaparlament stellten. Nachdem diese Fraktion in den frühen achtziger Jahren eine gewisse Bedeutung erreicht hatte, traten Ende der achtziger Jahre zahlreiche Mitgliedsparteien in die Europäische Volkspartei (EVP) über, sodass die ED fast nur noch aus der britischen Conservative Party bestand. Um nicht vollständig isoliert zu werden, gründeten die verbleibenden ED-Mitglieder 1992 eine Fraktionsgemeinschaft mit der EVP, innerhalb derer die ED trotz 1999 erfolgter Ergänzung des Fraktionsnamens als eigene Organisation zunehmend an Bedeutung verlor.
Im Jahr 2005 forderte während des parteiinternen Wahlkampfs um die Führung innerhalb der Conservative Party der spätere Parteichef David Cameron den Austritt der Partei aus der EVP-ED-Fraktion. Nach seinem Sieg führte dies am 13. Juli 2006 zur Gründung der Bewegung für Europäische Reform durch die Conservative Party und die tschechische ODS. 
Anfang März kündigte daraufhin auch die bulgarische EVP-Mitgliedspartei Sajus na Demokratitschni Sili (SDS) ihren Beitritt zur MER an, was jedoch zu heftiger Kritik innerhalb der EVP führte. Nach der Niederlage bei den ersten bulgarischen Europawahlen 2007, bei der die SDS keinen einzigen Sitz im Europaparlament erreichte, ließ sie ihren Plan daher wieder fallen und kündigte den Verbleib in der EVP an.
Obwohl damit der Versuch, weitere Mitglieder der EVP zum Beitritt in die MER zu bewegen, vorerst nicht erfolgreich war, plante die MER die Konstitution als europäische Partei und die Gründung einer eigenen Fraktion nach den Europawahlen 2009. Hierfür waren jedoch Mitgliedsparteien aus mindestens sieben EU-Ländern erforderlich. Während der Beitritt der nordirischen Ulster Unionist Party, der italienischen Partito Pensionati und der portugiesischen Partido Popular, die bisher den ED angehört hatten, zunächst als weitgehend sicher galt, war die Mitgliedschaft weiterer Parteien ungewiss. Als mögliche weitere Kandidaten galten insbesondere mehrere Parteien der ebenfalls europaskeptischen Allianz für ein Europa der Nationen (AEN), etwa das französische RPF oder die polnische PiS. Nachdem Anfang 2009 jedoch die AEN aus verschiedenen Gründen bereits zwei Mitglieder verloren hatte (die irische FF trat zur liberalen ELDR über, die italienische AN ging im PdL auf, das der EVP angehört), wurde stattdessen eine vollständige Fusion von MER und AEN ins Auge gefasst.
Am 30. Mai 2009 gaben die Parteiführer der britischen Konservativen, der ODS und der polnischen PiS ihren Entschluss bekannt, nach den Europawahlen 2009 eine gemeinsame neue Fraktion im Europäischen Parlament gründen zu wollen. Dies erfolgte am 22. Juni, die neue Fraktion erhielt den Namen Europäische Konservative und Reformer. Sie umfasste die MER-Mitglieder, einen Großteil der früheren AEN sowie die nordirische UUP, nicht aber die portugiesische Partido Popular, die sich der Europäischen Volkspartei anschloss, noch die italienische Partito Pensionati, die kein Mandat im Europäischen Parlament mehr erzielte.
Am 1. Oktober 2009 schließlich kündigten die Mitglieder der ECR-Fraktion die Gründung einer neuen europäischen Partei, der Allianz der Europäischen Konservativen und Reformisten (AECR), an. Damit hatte die MER ihren Zweck erfüllt und stellte die Tätigkeiten ein.